# 池田進 (音楽家)
池田 進（いけだ すすむ、1947年12月20日 - ）は、作詞作曲家、池田進とグリーンアイズのリーダー。
群馬県赤城生まれ。1975年3月にムード歌謡のグループを結成し、「北便り」「おまえの彼女」でデビューし、東京都北区赤羽を中心に活動をしている。

## 出演
1994年6月に日中友好北京音楽祭3回公演開催。当公演が、北京電視台（TV）・中央電視台（TV）にて放映。
テレビ埼玉や群馬テレビなどにゲストとして出演をしている。

## 作品
代表曲は「置手紙」、「伊香保の夜」、「榛名湖の愛」、「愛びき」など。

## 提供
木田俊之などに曲を提供している。